# 田中亜矢 (アナウンサー)
田中 亜矢（たなか あや、1970年5月18日 - ）は、山陰放送 (BSS) の報道記者、同局の元アナウンサー。

## 来歴
島根県江津市出身。静岡大学卒業。
大学を卒業後、1998年山陰放送に入社。同期に同局アナウンサーの大田祐樹がいる。
アナウンサー時代には、BSSラジオのパーソナリティ、ラジオディレクター、番組制作を担当。また、アナウンサー時代に長男と長女を出産し、2児の母になる。
2016年に報道部へ異動。同年8月には『歌のない歌謡曲』への出演を続けつつも、既に報道部に所属していることを山陰放送公式サイト内のアナウンサー日記で公表した。

## 担当番組

### ラジオ番組
- 音楽の風車[6]
- Mポイント（2007年4月 - 2016年7月）
- ご近所わいど 今日もハレルヤ!（2005年 - 2006年）
- スマイル金曜日（2007年 - 2008年）
- 自由ほんぽーおしゃべり本舗（2009年・2011年・2012年）
- サタナビ!
- ワンモアレシピ[7][8]
- 中四国ライブネット（2013年 - 2016年）
- 歌のない歌謡曲 - 制作担当[9]、パーソナリティ（2015年 - 2016年）[5]

### テレビ番組
- テレポート山陰（2016年 - ） - 報道部への異動後に担当[5]。